# Dura Európos
Dura Európos („pevnost Europos“) byla řeckým helénským, seleukovským, parthským a římským hraničním městem, vybudovaným v roce 303 př. n. l. na terénní vyvýšenině 90 metrů nad řekou Eufrat na území dnešní Sýrie. Lokalita je velmi významná z archeologického a uměleckohistorického hlediska, protože se zachovala tak, jak byla v letech 256–257 našeho letopočtu opuštěna po vyplenění Peršany. Zprvu byla obývána Řeky, Parthy a Židy, později Římany; při svém tažení do ní došel císař Alexandr Veliký. Pevnost je známá také jako místo prvního známého užití chemických zbraní v historii, kdy v roce 256 v tunelech pod městem Peršané zapálili maz a síru, čímž vytvořili jedovaté emise, kterými otrávili Římany. 
Počínaje 20. lety 20. století se zde konaly vykopávky. V desátých letech 21. století byla lokalita vyplundrována a vážně poškozena Islámským státem.

## Památky

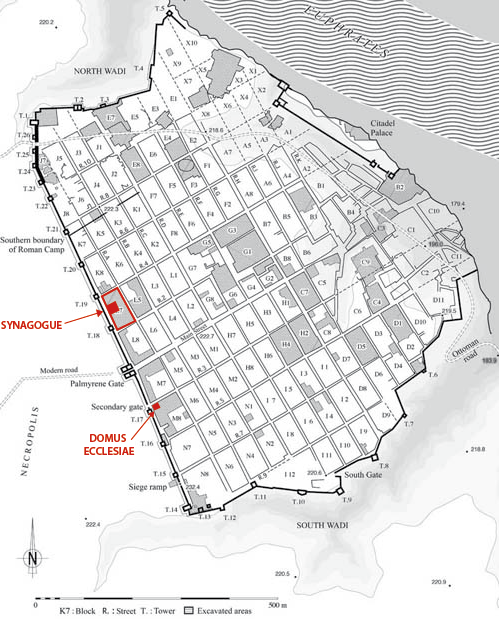
Lokalizace synagogy a křesťanského chrámu na archeologickém plánu sektorů města

Díky příznivému suchému klimatu se dochovala většina starověkých památek města v písčitém terénu, z velké části byla zavalená či zasypaná a během dvacátých a třicátých let 20. století ji odhalili archeologové z Yalovy univerzity v New Havenu, bohaté epigrafické památky zdokumentovali historikové z Académie des Inscriptions et Belles-Lettres v Paříži. Odkryté kamenné stavby a nástěnné malby postupně dali zrestaurovat a zpřístupnili, fragmenty mnoha set dalších nálezů byly rozvezeny do celého světa. Rekonstrukce města trvala vědeckému týmu až do 60. let 20. století.
- Chrám bohyně Artemis, později proměněný v templ boha Baala, je nejstarší stavbou města; dochovala se část chrámu s dórskými sloupy, fragmenty nástěnné malby v řecko-perském stylu pocházejí z 1. století n. l., například oběť kněze Conona bohu Baalovi
- Citadela
- Palmýrská městská brána
- Praetorium – dům římského vládního úředníka praetora
- Knížecí palác (Domus Dux Ripae)
- Synagóga (také Adonisův chrám) – nejlépe dochovaná synagóga z pozdně římské doby; unikátní je cyklus nástěnných maleb z let 244–255 n. l., kopie = rekonstrukce synagógy včetně nástěnných maleb byla vytvořena v Muzeu židovské diaspory v Tel Avivu.
- „Domus ecclesiae“ (Dům církve/shromáždění) – jedna z prvních dochovaných bohoslužebných staveb křesťanů; na čtvercovém půdorysu obsahovala kromě modlitebny s oltářem a arkádovým ochozem také baptisterium.
- Mithraeum  – Mithrův chrám
- Templ boha štěstí Gada – založil jeden z velitelů vojska Alexandra Makedonského, později babylónský a východořímský král Seleukos I. Níkátór, zakladatel dynastie Seleukovců
- Archeologická muzea: nálezy jsou rozptýleny po muzeích celého světa, sbírka militárií, mincí i jiných archeologických předmětů je přímo v Dura europos, další v Damašku, v Metropolitním muzeu v New Yorku, v Galerii umění Yalovy univerzity, v Louvru nebo v muzeích v Izraeli.

## Galerie

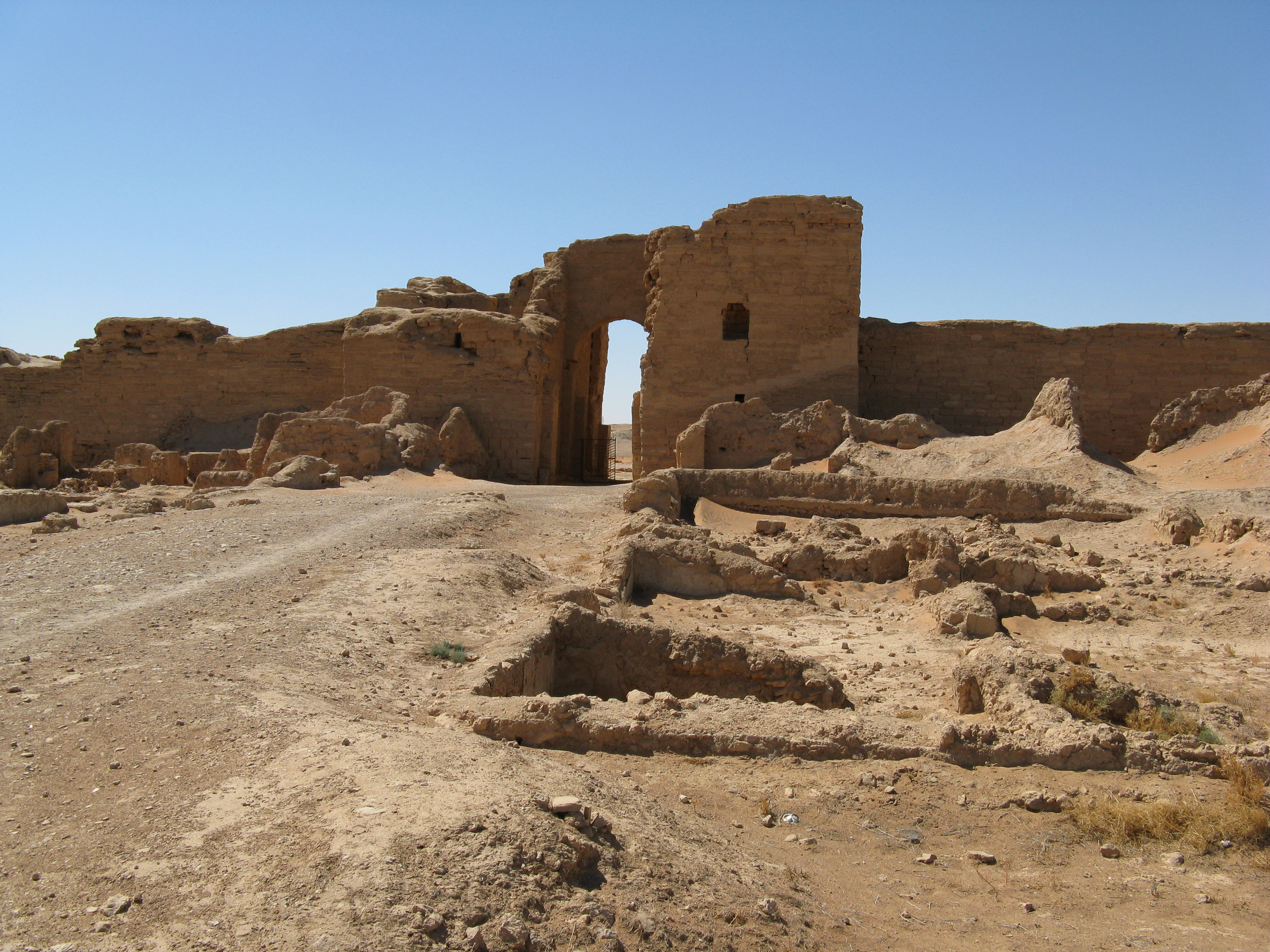
Palmýrská brána
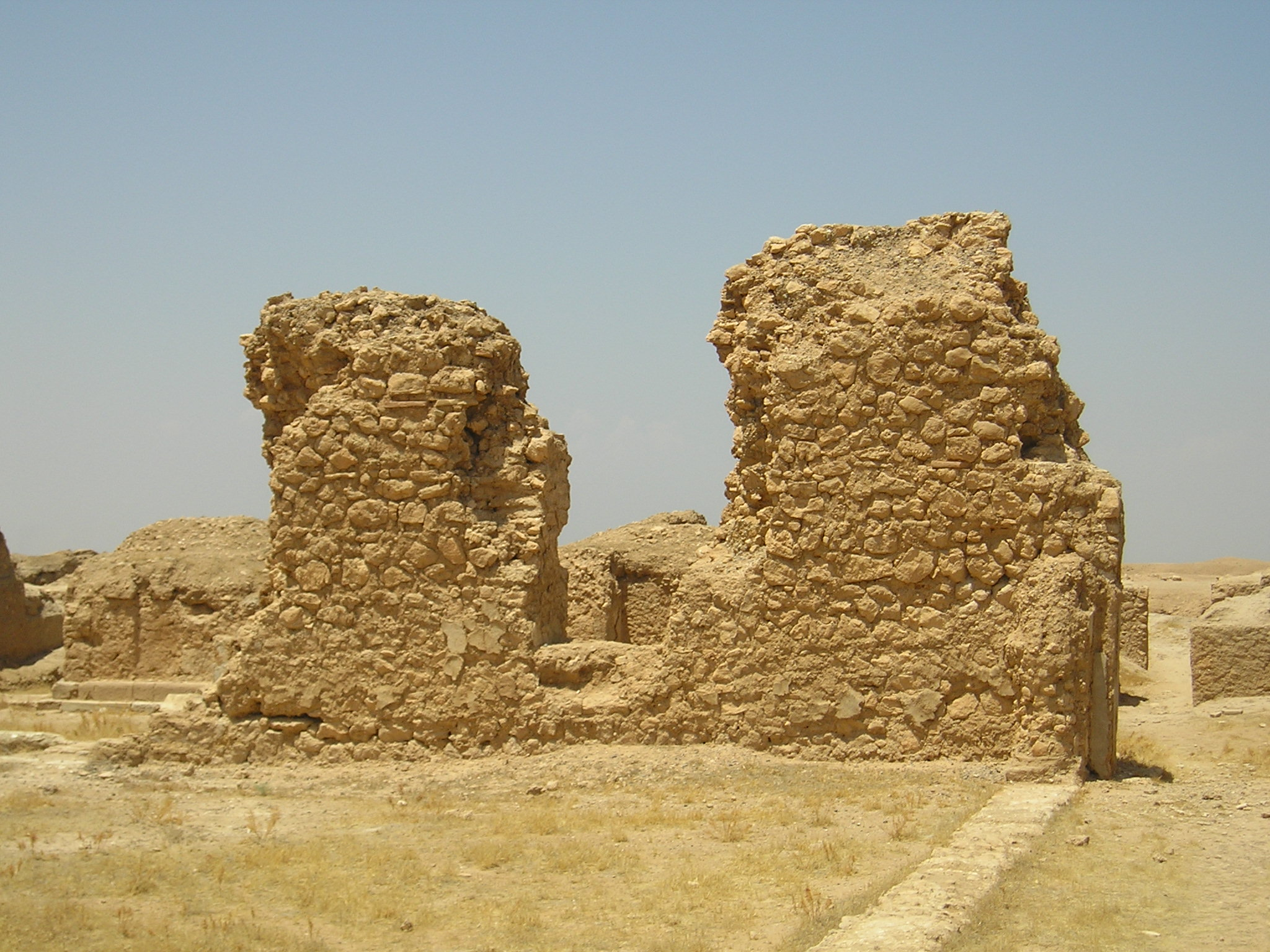
Praetorium
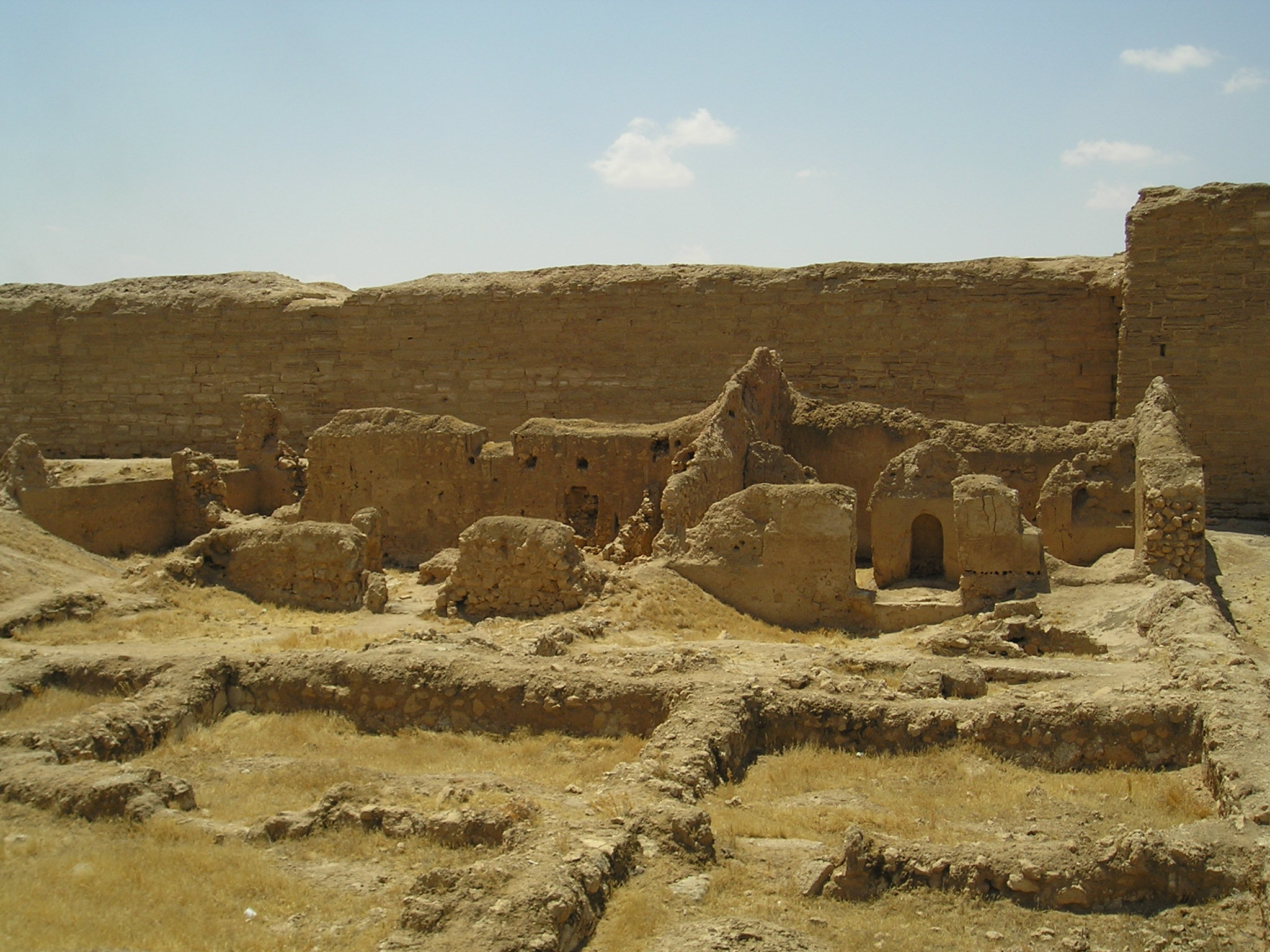
Blok staveb L7 se synagógou
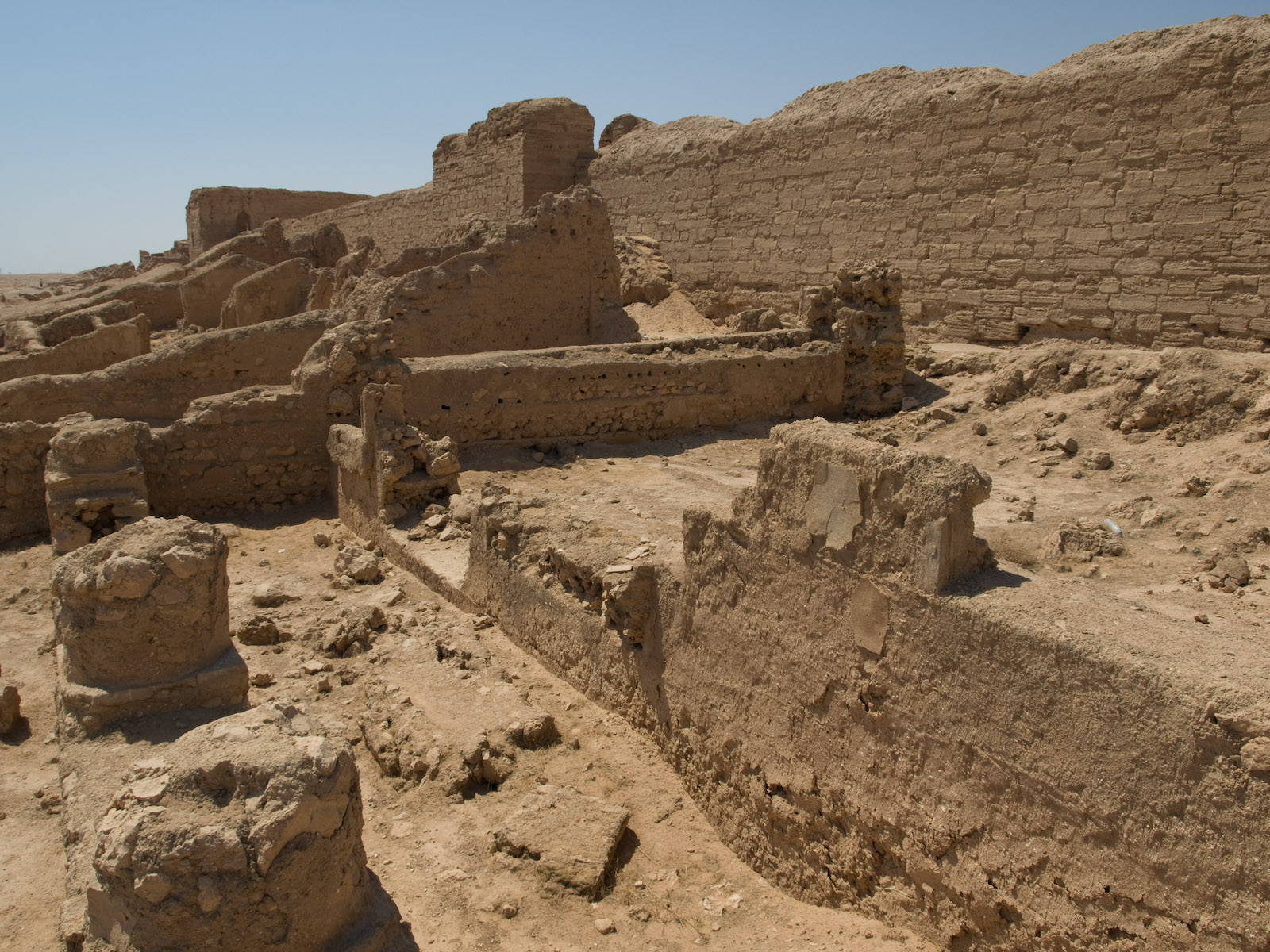
Západní portikus synagógy
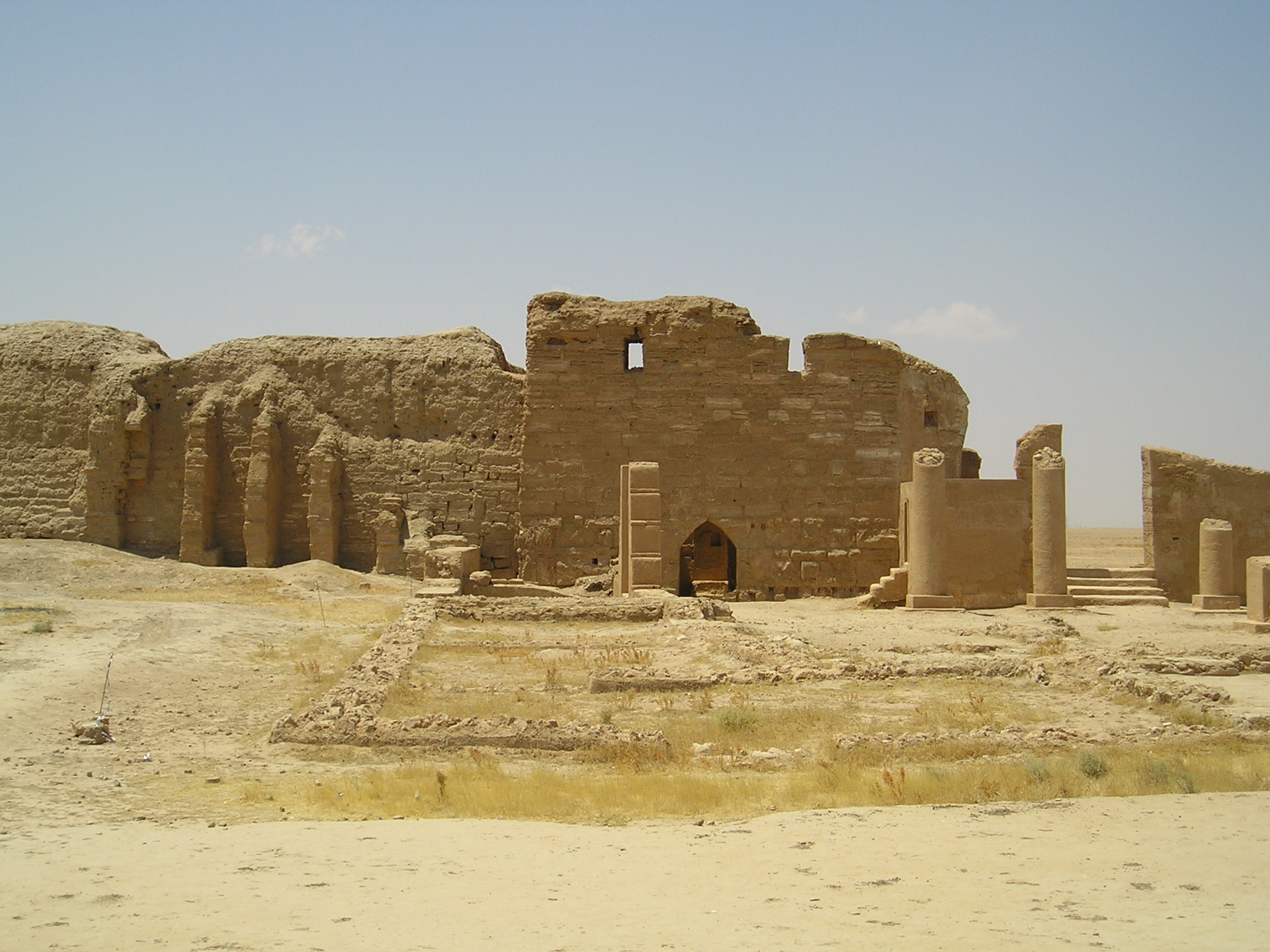
Baalův templ
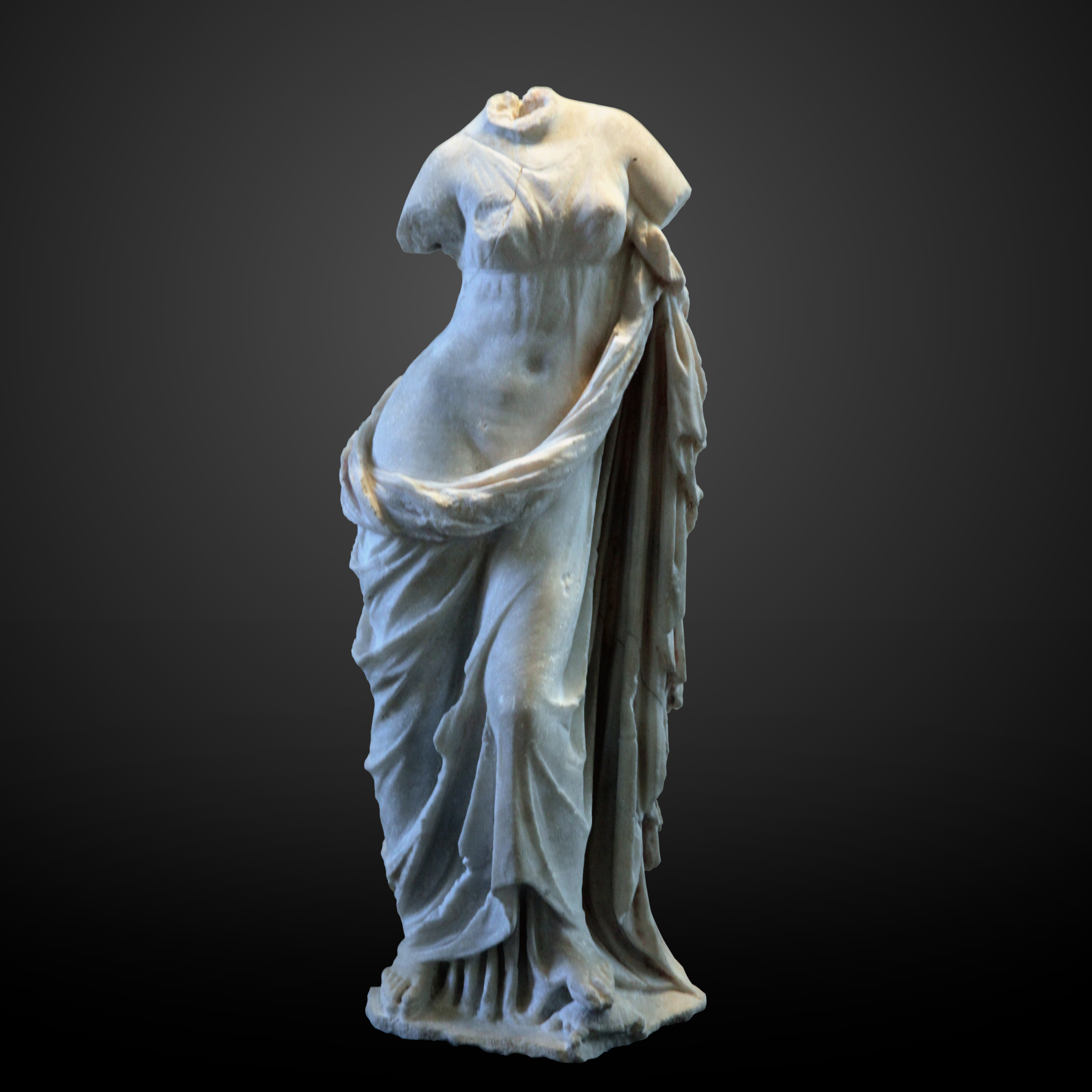
Socha Afrodity se želvou; 2.–3. stol. n. l.
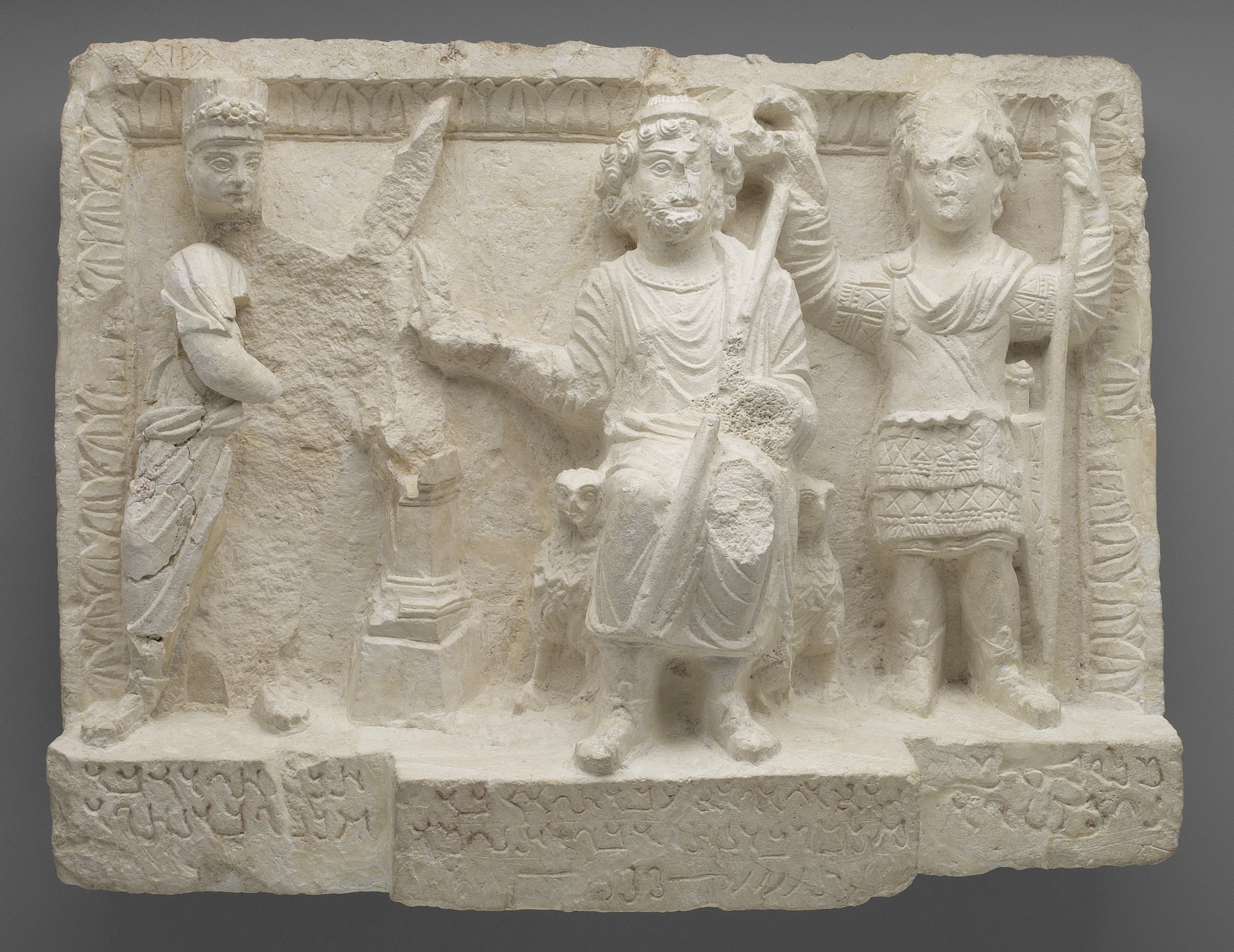
Seleukos I. s bohem Gadem
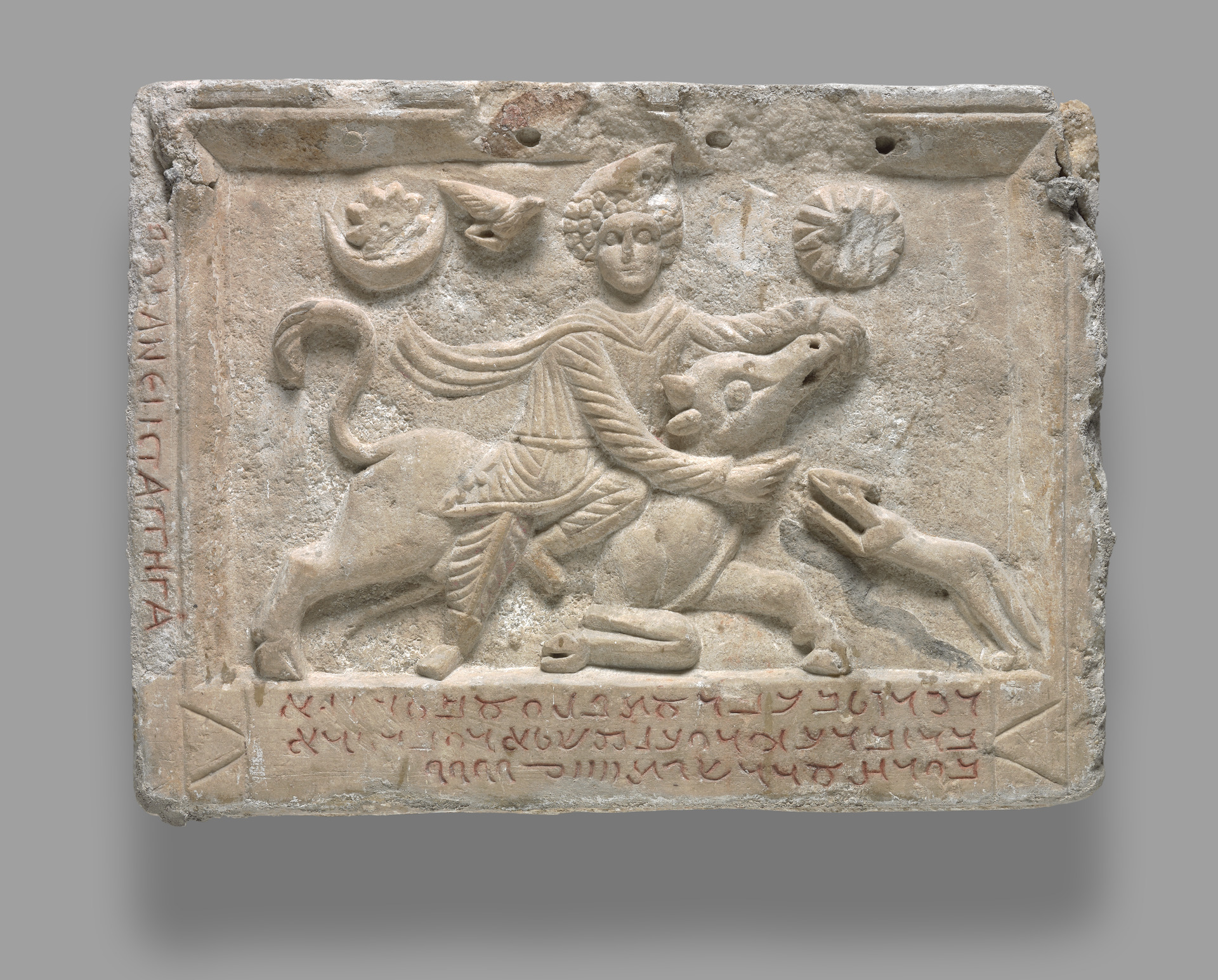
Dlaždice z Mithrova chrámu: Mithra krotí býka
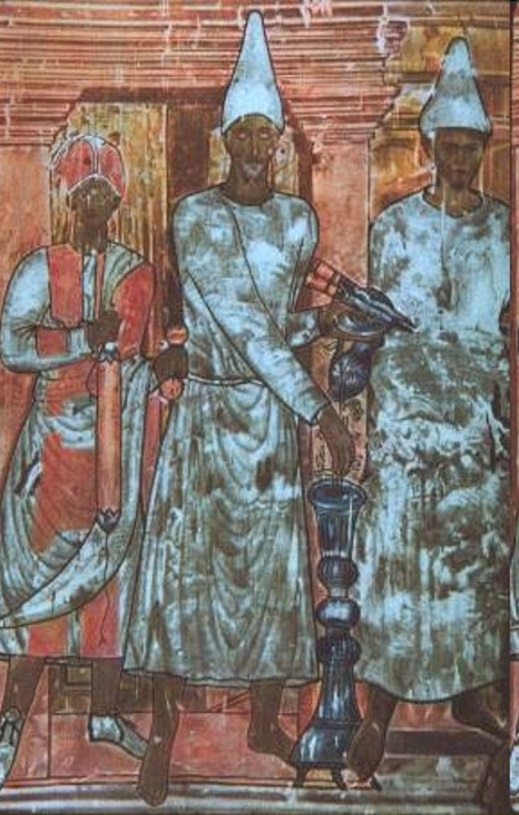
Oběť kněze Conona Baalovi
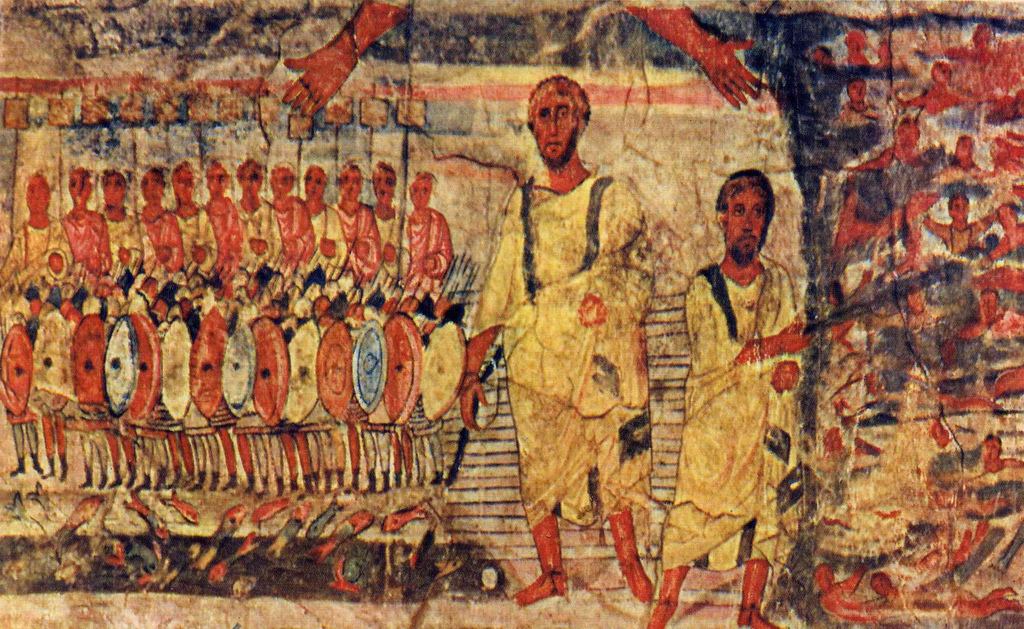
Židé pronásledováni faraónem přecházejí Rudé moře
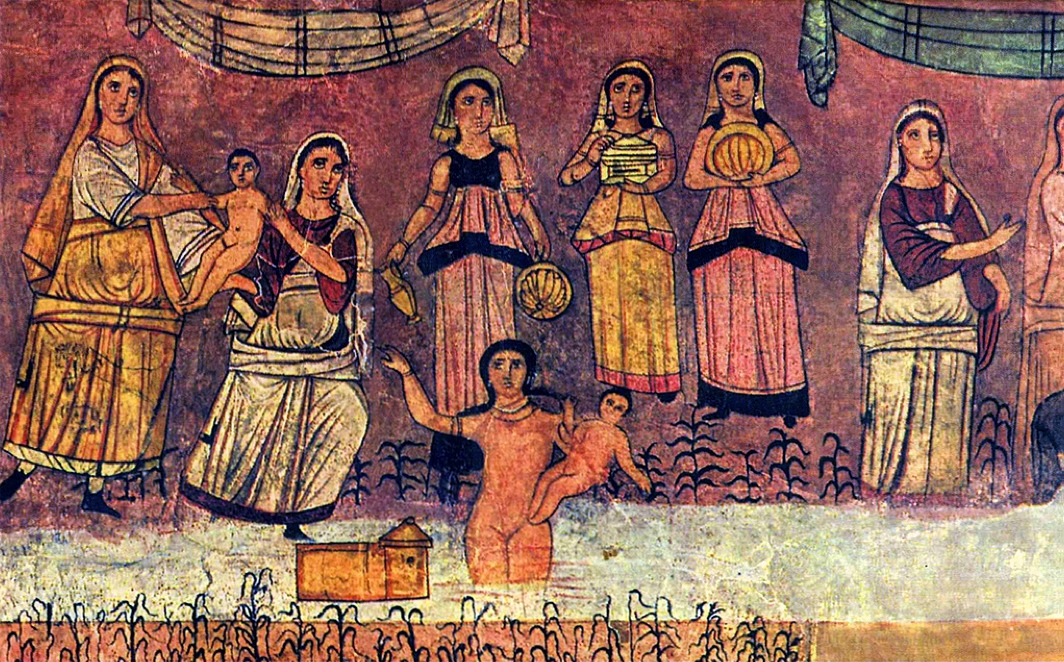
Synagóga: Záchrana Mojžíše z řeky
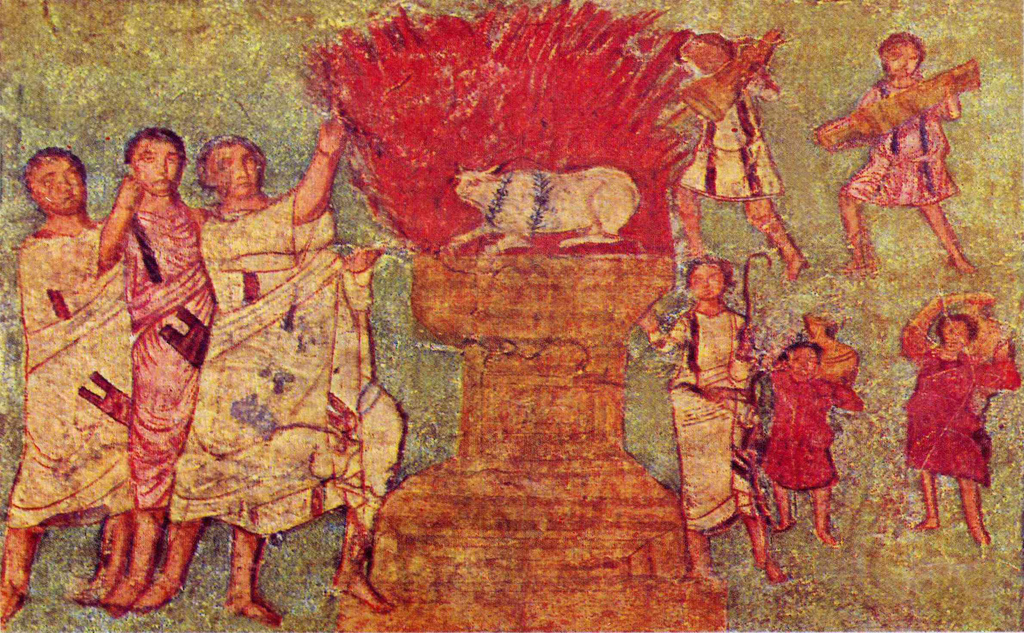
Synagóga: Baalův oltář na hoře Karmel a Eliášův zázrak
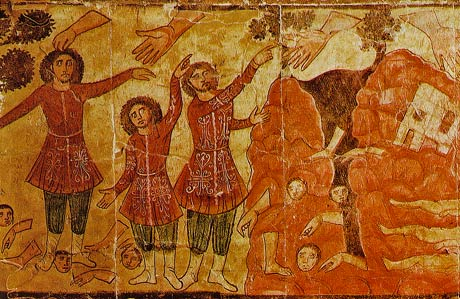
Synagóga: Vidění proroka Ezechiela
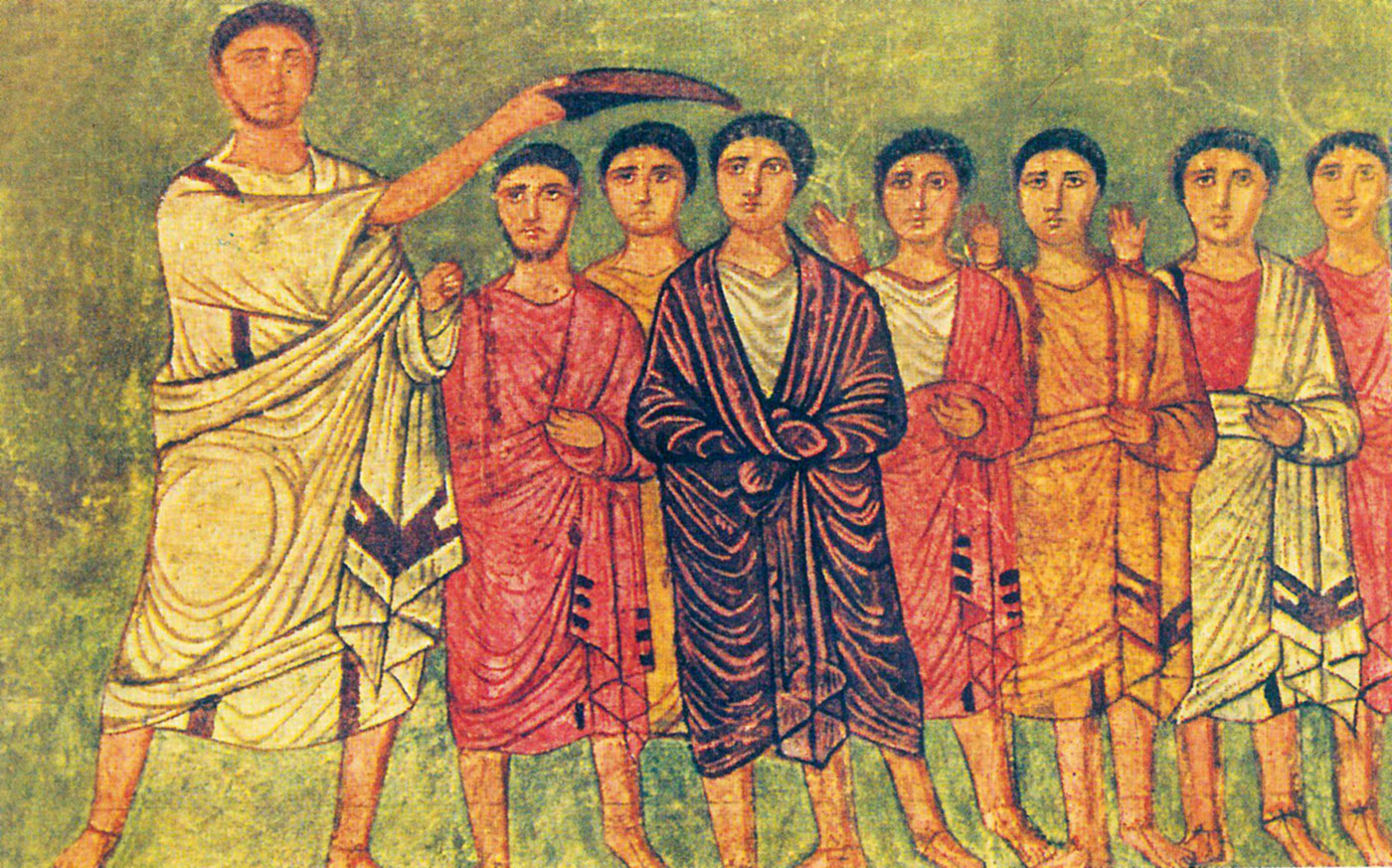
Prorok Samuel pomazal Davida na krále